# Pridnestrowskaja schelesnaja doroga

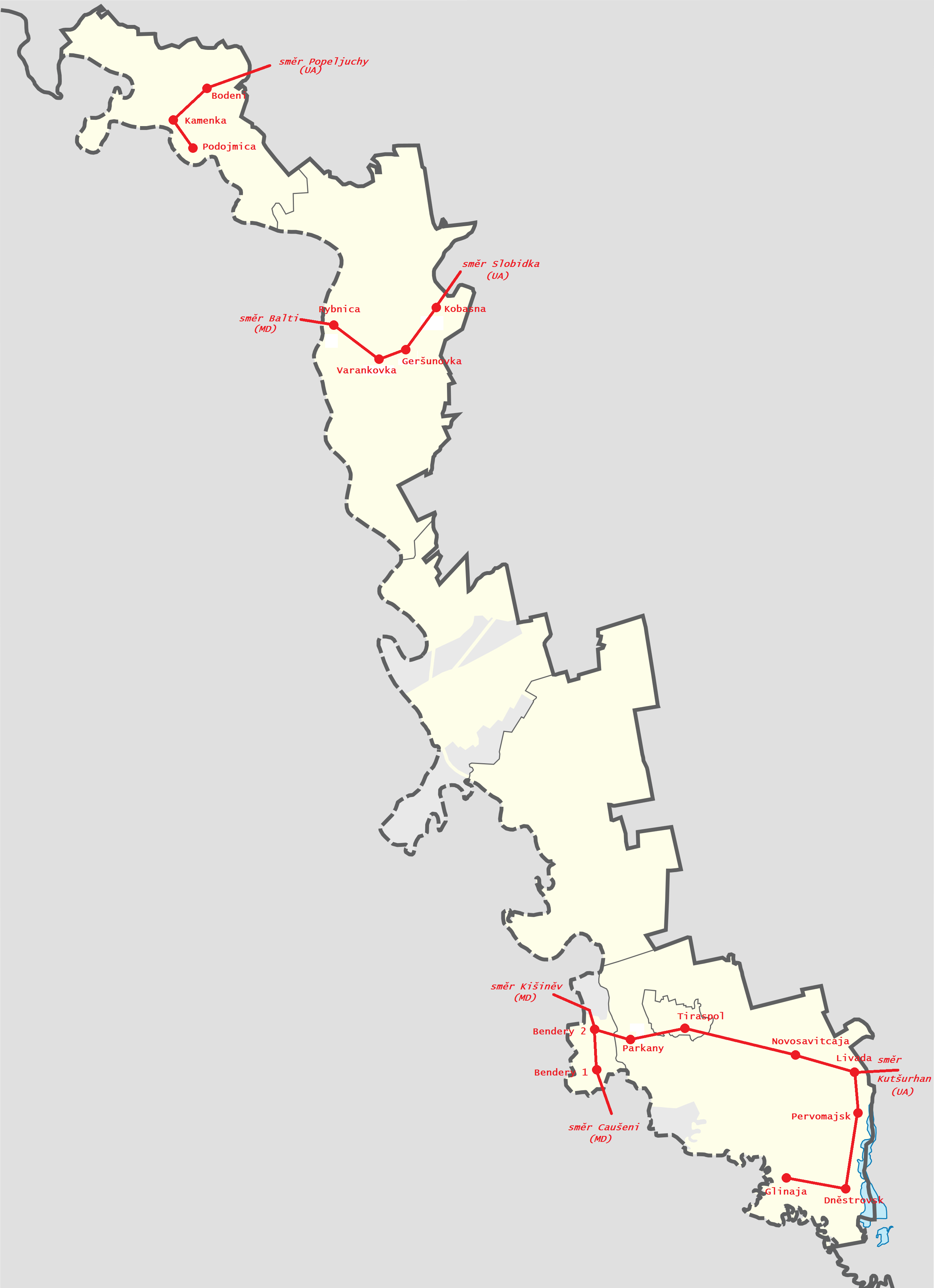
Das Streckennetz der PŽD

Die Transnistrische Eisenbahn (russisch Приднестровская железная дорога [ПЖД] Pridnestrowskaja schelesnaja doroga [PŽD], ukrainisch Придністровська залізниця Prydnistrowska salisnyzja) ist die Eisenbahngesellschaft der international nicht anerkannten Transnistrischen Moldauischen Republik in der Republik Moldau. Die PŽD wurde 2004 im Zusammenhang mit verschärften Spannungen zwischen Transnistrien und der moldauischen Regierung gegründet. Sie eignete sich die auf transnistrischem Gebiet befindlichen Strecken und Fahrzeuge der moldauischen Bahnen Calea Ferată din Moldova an. Das Netz der PŽD besteht nur aus zwei nicht miteinander verbundenen Streckenabschnitten, die Transnistrien jeweils in West-Ost-Richtung (von der Grenze zum moldauischen Kerngebiet zur ukrainischen Grenze) durchqueren.

## Betriebsführung
Aufgrund der separaten Lage der Bahnstrecken beschränkt sich die Tätigkeit der PŽD derzeit im Wesentlichen auf die Abwicklung des Transitverkehrs sowie des lokalen und durchgehenden Güterverkehrs. Im Personenverkehr wird keine Beförderungsleistung erbracht. Der Betrieb der durchgehenden Züge erfolgt durch Personal der Ukrainischen Eisenbahnen. Die Durchführung erfolgt auf Grund einer internationalen Vereinbarung zwischen der Republik Moldau und Transnistrien sowie der Ukraine und Russlands. Hierbei wurde unter anderem festgelegt, dass keinerlei Grenzkontrollen in den Zügen durch Transnistrien erfolgen. Am Bahnhof in Tiraspol existiert daher ein Einreiseschalter. Einzig am ukrainischen Grenzbahnhof Kutschurhan erfolgt eine Kontrolle durch ukrainische Grenzbeamte. In Rîbnița halten derzeit keine Fernzüge mehr.

## Strecken
| |                          |                                                               |                                                               |
| Spurweite: | 1520 mm (Russische Spur) |                                                               |                                                               |
| |                          |                                                               |                                                               |
| \| \| \| von Șoldănești/Bălți (Calea Ferată din Moldova) \| \| \| \| Moldau / Transnistrien mit Grenzfluss Dnister (Днестр/Dnestr) \| \| \| \| Rîbnița (Рыбница Rybniza) \| \| \| \| Fluss Rîbnița (Рыбница Rybniza) \| \| \| \| Vărăncău \| \| \| \| Gherșunovca \| \| \| \| Cobasna (Ковбасна Kowbasna) \| \| \| \| Moldau ( Transnistrien) / Ukraine \| \| \| \| nach Slobidka (Слободка/Slobodka) (Ukrsalisnyzja) \| |                          |                                                               |                                                               |
| Strecke |                          | von Șoldănești/Bălți (Calea Ferată din Moldova)               | von Șoldănești/Bălți (Calea Ferată din Moldova)               |
| Grenze auf Brücke über Wasserlauf |                          | Moldau / Transnistrien mit Grenzfluss Dnister (Днестр/Dnestr) | Moldau / Transnistrien mit Grenzfluss Dnister (Днестр/Dnestr) |
| Bahnhof |                          | Rîbnița (Рыбница Rybniza)                                     | Rîbnița (Рыбница Rybniza)                                     |
| Brücke über Wasserlauf |                          | Fluss Rîbnița (Рыбница Rybniza)                               | Fluss Rîbnița (Рыбница Rybniza)                               |
| Bahnhof |                          | Vărăncău                                                      | Vărăncău                                                      |
| Haltepunkt / Haltestelle |                          | Gherșunovca                                                   | Gherșunovca                                                   |
| Bahnhof |                          | Cobasna (Ковбасна Kowbasna)                                   | Cobasna (Ковбасна Kowbasna)                                   |
| Grenze |                          | Moldau ( Transnistrien) / Ukraine                             | Moldau ( Transnistrien) / Ukraine                             |
| Strecke |                          | nach Slobidka (Слободка/Slobodka) (Ukrsalisnyzja)             | nach Slobidka (Слободка/Slobodka) (Ukrsalisnyzja)             |

| Bahnhof Bender-1 |                          |                                                              |                                                              |
| |                          |                                                              |                                                              |
| Spurweite: | 1520 mm (Russische Spur) |                                                              |                                                              |
| |                          |                                                              |                                                              |
| \| \| \| von Chișinău (Calea Ferată din Moldova) \| \| \| \| \| Moldau / Transnistrien \| \| \| \| \| Bendery-2 (Бендеры Bendery) \| \| \| \| \| \| \| \| \| \| Bendery-1 (Бендеры Bendery) \| \| \| \| \| Transnistrien/Moldau \| \| \| \| \| nach Căușeni (Calea Ferată din Moldova) \| \| \| \| \| Dnister (Днестр Dnestr) \| \| \| \| \| Parcani (Парканы Parkany) \| \| \| \| \| Tiraspol (Тирасполь) \| \| \| \| \| Novosavițcaia (Новосавицкая Nowosawizkaja) \| \| \| \| \| \| \| \| \| \| \| \| \| \| \| Moldau ( Transnistrien) / Ukraine mit Grenzfluss Kutschurhan \| \| \| \| \| \| \| \| \| \| nach Kutschurhan (Rosdilna, Lymanske)/Odessa \| \| \| \| \| Liwada (Ливада) \| \| \| \| \| Dnestrovsc (Днестровск Dnestrowsk) \| \| \| \| \| Hlinaia (Глиное Glinoje) \| \| |                          |                                                              |                                                              |
| Strecke |                          | von Chișinău (Calea Ferată din Moldova)                      | von Chișinău (Calea Ferată din Moldova)                      |
| Grenze |                          | Moldau / Transnistrien                                       | Moldau / Transnistrien                                       |
| Bahnhof |                          | Bendery-2 (Бендеры Bendery)                                  | Bendery-2 (Бендеры Bendery)                                  |
| Abzweig geradeaus, nach links und von links · Strecke quer · Strecke von rechts |                          |                                                              |                                                              |
| Bahnhof · Strecke |                          | Bendery-1 (Бендеры Bendery)                                  | Bendery-1 (Бендеры Bendery)                                  |
| Grenze · Strecke |                          | Transnistrien/Moldau                                         | Transnistrien/Moldau                                         |
| Strecke · Strecke |                          | nach Căușeni (Calea Ferată din Moldova)                      | nach Căușeni (Calea Ferată din Moldova)                      |
| Brücke über Wasserlauf |                          | Dnister (Днестр Dnestr)                                      | Dnister (Днестр Dnestr)                                      |
| Haltepunkt / Haltestelle |                          | Parcani (Парканы Parkany)                                    | Parcani (Парканы Parkany)                                    |
| Bahnhof |                          | Tiraspol (Тирасполь)                                         | Tiraspol (Тирасполь)                                         |
| Bahnhof |                          | Novosavițcaia (Новосавицкая Nowosawizkaja)                   | Novosavițcaia (Новосавицкая Nowosawizkaja)                   |
| Strecke von links · Strecke quer · Abzweig geradeaus und nach rechts |                          |                                                              |                                                              |
| Abzweig geradeaus und von links · Strecke von rechts · Strecke |                          |                                                              |                                                              |
| Strecke · Grenze auf Brücke über Wasserlauf · Grenze auf Brücke über Wasserlauf |                          | Moldau ( Transnistrien) / Ukraine mit Grenzfluss Kutschurhan | Moldau ( Transnistrien) / Ukraine mit Grenzfluss Kutschurhan |
| Strecke · Strecke nach links · Abzweig geradeaus und von rechts |                          |                                                              |                                                              |
| Strecke · Strecke |                          | nach Kutschurhan (Rosdilna, Lymanske)/Odessa                 | nach Kutschurhan (Rosdilna, Lymanske)/Odessa                 |
| Dienststation / Betriebs- oder Güterbahnhof |                          | Liwada (Ливада)                                              | Liwada (Ливада)                                              |
| Dienststation / Betriebs- oder Güterbahnhof |                          | Dnestrovsc (Днестровск Dnestrowsk)                           | Dnestrovsc (Днестровск Dnestrowsk)                           |
| Betriebs-/Güterbahnhof Streckenende |                          | Hlinaia (Глиное Glinoje)                                     | Hlinaia (Глиное Glinoje)                                     |

### Netz um Rîbnița
Der nördliche Teil der PŽD besteht aus dem Abschnitt zwischen Rîbnița und Cobasna der 1893 von den Russischen Südwestbahnen erbauten Strecke Slobidka–Bălți. Der Betrieb umfasst hauptsächlich die Bedienung der lokalen Industrieanschlüsse. Neben dem größten Industrieunternehmen in Transnistrien, dem Stahlwerk Moldovan Steel Works sind das eine Zementfabrik, eine Zuckerfabrik sowie der Flusshafen. Täglich verkehrt ein Zugpaar zwischen der Ukraine und Moldau. Dieses hält jedoch nicht in Transnistrien. Personenverkehr findet an keiner der 3 Stationen mehr statt. Trotzdem ist weiterhin ein Fahrkartenschalter im Bahnhof Rîbnița (kyrillisch Рыбница) geöffnet.

### Tiraspol und Süden
Das südliche Netz der PŽD besteht aus dem Abschnitt zwischen Bender und Novosavițcaia sowie einem Abzweig nach Hlinaia. Die Strecke wurde zwischen 1865 und 1875 als Teil einer Verbindung von Odessa über Chișinău und Ungheni (Bessarabien) nach Iași (Rumänien) an der 1865 eröffneten Strecke zwischen Balta und Odessa erbaut. 1865 wurde Kutschurhan von Rosdilna aus erreicht. 1867 folgte die Erweiterung nach Tiraspol, 1871 die Verlängerung nach über Bender nach Chișinău. Diese vom russischen Staat errichtete Strecken wurden von der privaten Odessaer Eisenbahn übernommen, die die Strecke in Richtung Rumänien verlängerte. Dieses wurde 1874 erreicht, und 1875 der letzte fehlende Abschnitt auf russischer Seite von Cornești nach Ungheni eröffnet. Einige Jahre später ging die Odessaer Eisenbahn in den ebenfalls privaten Südwestbahnen auf, die ihrerseits zum 1. Januar 1895 wieder verstaatlicht wurden.
In Bender schließt sich die 1877 eröffnete Bahnstrecke Bender–Galați nach Rumänien an. Auf moldauischer Seite wurde im Herbst 2005 die 1944 zerstörte Strecke von Chișinău nach Căinari neu aufgebaut, so dass wieder Züge unter Umgehung des Knotens Bender von Chișinău in den Süden verkehren können.
In Novosavițcaia zweigt eine Strecke nach Hlinaia ab. Diese war jedoch von Tiraspol aus nur über eine Rangierfahrt im ukrainischen Kutschurhan zu erreichen. Als Abhilfe wurde 2008 ein 1,5 km langer Gleisbogen in Novosavițcaia angelegt (Baubeginn 26. Mai, Eröffnung am 6. November 2008). Die Strecke wird nur im Güterverkehr betrieben und dient der Versorgung des Kraftwerks Termocentrala de la Cuciurgan (Молдавская ГРЭС/Moldavskaya GRES) in Dnestrovsc, welches mit 2,25 GW Leistung das größte Kraftwerk in der Republik Moldau ist und Transnistrien, weite Teile der Moldau und der Südukraine versorgt. Seit 2008 wird auch Strom nach Rumänien exportiert.
Es wird kein Personenverkehr durchgeführt.

### Ehemalige Schmalspurbahn Popeljuchy nach Podoimița
| |                     |                                   |                                   |
| Streckenlänge: | 41 km               |                                   |                                   |
| Spurweite: | 750 mm (Schmalspur) |                                   |                                   |
| |                     |                                   |                                   |
| \| \| \| von Popeljuchy \| (Попелюхи Popeljuchi) \| \| \| -29 \| Transnistrien ( Moldau) / Ukraine \| Transnistrien ( Moldau) / Ukraine \| \| \| -36 \| Bodeni (Бодяны Bodjany) \| Bodeni (Бодяны Bodjany) \| \| \| -43 \| Camenca (Каменка-Днестровская) \| Camenca (Каменка-Днестровская) \| \| \| -47 \| Anschluss Möbelfabrik Podoimița \| Anschluss Möbelfabrik Podoimița \| |                     |                                   |                                   |
| Strecke (außer Betrieb) |                     | von Popeljuchy                    | (Попелюхи Popeljuchi)             |
| Grenze (Strecke außer Betrieb) | -29                 | Transnistrien ( Moldau) / Ukraine | Transnistrien ( Moldau) / Ukraine |
| Haltepunkt / Haltestelle (Strecke außer Betrieb) | -36                 | Bodeni (Бодяны Bodjany)           | Bodeni (Бодяны Bodjany)           |
| Bahnhof (Strecke außer Betrieb) | -43                 | Camenca (Каменка-Днестровская)    | Camenca (Каменка-Днестровская)    |
| Betriebs-/Güterbahnhof Streckenende (Strecke außer Betrieb) | -47                 | Anschluss Möbelfabrik Podoimița   | Anschluss Möbelfabrik Podoimița   |

Die 37 km lange Strecke vom Bahnhof der Breitspurstrecke Bahnstrecke Krasne–Odessa in Popeljuchy nach Camenca wurde 1939 eröffnet. Von Camenca aus existierte ein 4 km langer Werksanschluss zu einer Möbelfabrik in Podoimița, der in einer Wendeschleife im Fabrikgelände endete. 1950 erfolgte in Popeljuchy noch der Lückenschluss zur bisher nur als Werkanschluss einer Zuckerfabrik genutzten Strecke Rudnyzja – Tschornomin auf der anderen Seite der Breitspurstrecke. Dazu wurde eine 900 m lange Schleife mit einer Brücke über die Breitspurstrecke angelegt. Dies erlaubte die Führung von durchgehenden Personenzügen in das Hajworoner Schmalspurnetz. Insgesamt lagen 18 km auf dem Gebiet der heutigen Republik Moldau/Transnistriens. Der Betrieb erfolgte auch nach der Unabhängigkeit 1991, bis zur Einstellung des Verkehrs, durch die ukrainische Eisenbahn (Odeska Salisnyzja). Als Lokomotiven kamen im Güterverkehr Fahrzeuge der SŽD-Baureihe ТУ4 und ТУ6 zum Einsatz. Auf ukrainischer Seite wurden die Gleise bis 1999 größtenteils abgebaut. In Transnistrien wurden die Anlagen seitdem ebenfalls weitgehend entfernt.